# Dirk Kurbjuweit

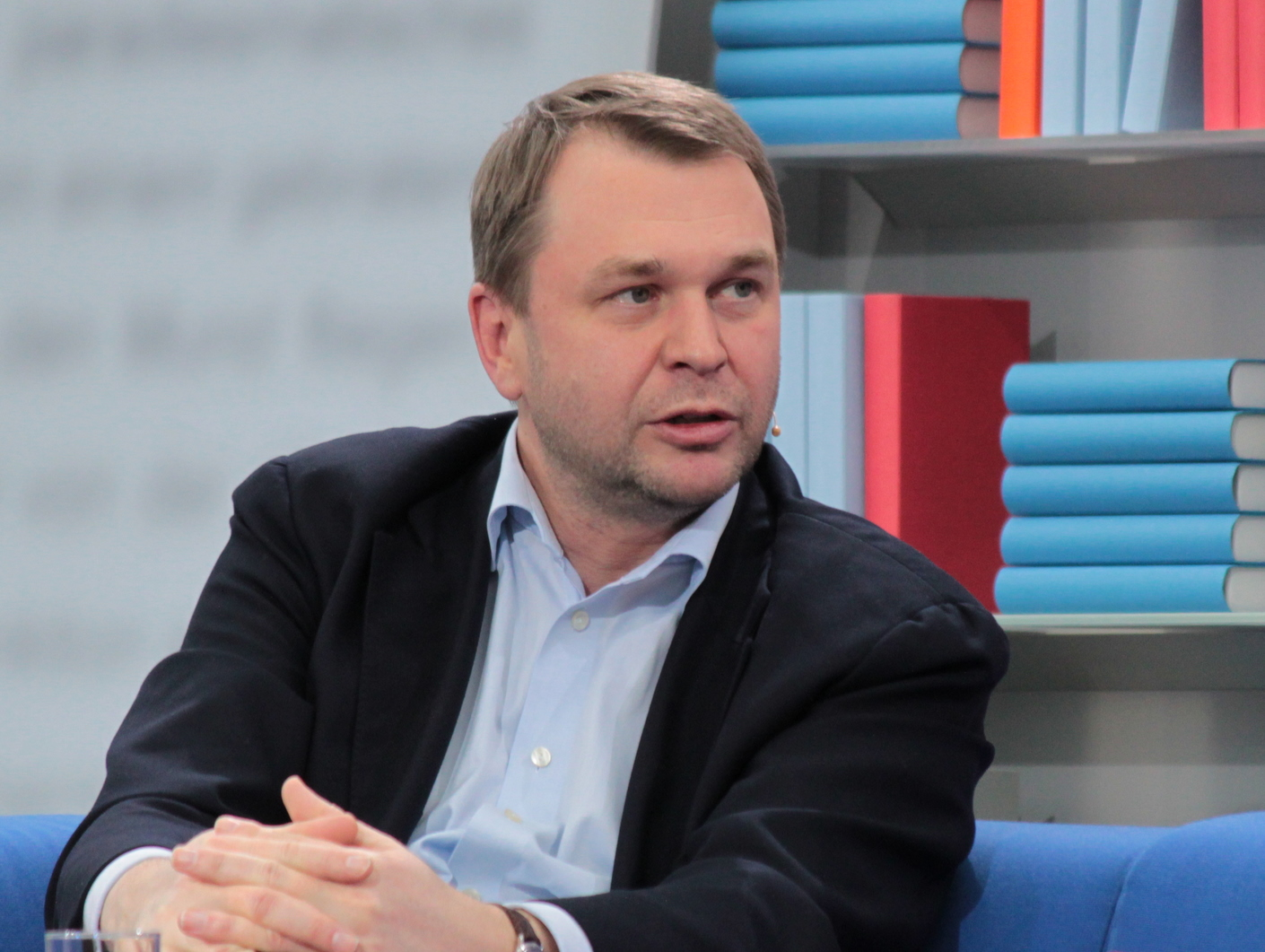
Dirk Kurbjuweit (2011)

Dirk Kurbjuweit (* 3. November 1962 in Wiesbaden) ist ein deutscher Journalist und Schriftsteller. Seit dem 25. Mai 2023 ist er Chefredakteur des Nachrichtenmagazins Der Spiegel.

## Leben und Wirken
Kurbjuweit wuchs als Sohn des kaufmännischen Angestellten Kuno Kurbjuweit und seiner Frau Margret, geb. Bösel, in Berlin und Essen auf. Sein Vater entstammt einer Dattelner Kaufmannsfamilie; seine Mutter war die Tochter eines Bergmanns aus Oer-Erkenschwick (Kreis Recklinghausen) und eine Klassenkameradin von Irmhild Indenbirken, der Mutter des Schauspielers Leonardo DiCaprio.
Kurbjuweit legte 1982 das Abitur am Theodor-Heuss-Gymnasium in Essen-Kettwig ab. Ab 1983 studierte er Volkswirtschaftslehre an der Universität zu Köln und schloss 1989 als Diplom-Volkswirt ab. Gleichzeitig besuchte er die Kölner Journalistenschule für Politik und Wirtschaft und erhielt 1988 von der Heinz-Kühn-Stiftung ein dreimonatiges Auslandsstipendium in Sambia. 
Von 1990 bis 1999 war Kurbjuweit Redakteur bei der Zeit, ab 1999 beim Spiegel. Ab 2002 war er stellvertretender Leiter des Hauptstadtbüros, danach Autor. Von Juli 2007 an war er zusammen mit Georg Mascolo Leiter des Hauptstadtbüros. Nach der Berufung von Georg Mascolo zum Chefredakteur im Januar 2008 war Kurbjuweit bis März 2012 alleiniger Leiter des Hauptstadtbüros. Von Februar 2015 bis Dezember 2018 war Kurbjuweit einer von drei stellvertretenden Chefredakteuren und seit Januar 2019 wieder Leiter des Hauptstadtbüros. Im Mai 2023 wurde bekannt, dass Kurbjuweit als Nachfolger von Steffen Klusmann Chefredakteur des Spiegels werden solle.
Er ist auch als Autor von erzählerischen Werken, Sachbüchern und Drehbüchern (zusammen mit dem Regisseur Jobst Oetzmann sowie dem Filmmusik-Komponisten Dieter Schleip verwirklicht) hervorgetreten. Kurbjuweit ist Stifter des Recherche-Stipendiums Seminyak.
Kurbjuweit hat drei Kinder, mit seiner Lebensgefährtin lebt er heute in Berlin.

## Rezeption
Zwei seiner Reportagen wurden mit dem Egon-Erwin-Kisch-Preis ausgezeichnet (1. Preis in den Jahren 1998 und 2002). 2011 wurde er mit dem Roman-Herzog-Medienpreis ausgezeichnet. 2012 erhielt er für seine Reportage Die halbe Kanzlerin den Deutschen Reporterpreis in der Kategorie Bester Essay. 2013 wurde ein Artikel, der im Spiegel erschienen ist, mit dem Ernst-Schneider-Preis ausgezeichnet; Kurbjuweit war einer der sechs Autoren.
In einem Spiegel-Artikel vom 11. Oktober 2010 prägte Kurbjuweit den Begriff „Wutbürger“ im Kontext der Debatten um Thilo Sarrazin und das Bahnprojekt Stuttgart 21. Er definierte ihn als wohlhabenden konservativen Menschen, der „nicht mehr jung“, früher gelassen und „staatstragend“, jetzt aber „zutiefst empört über die Politiker“ sei. Er breche „mit der bürgerlichen Tradition, dass zur politischen Mitte auch eine innere Mitte gehört“, wie etwa Gelassenheit. Das Verhalten des Wutbürgers sei ein Wehren gegen den Wandel, er möge nicht Weltbürger sein. Der Begriff wurde zum Wort des Jahres 2010 gewählt und wurde in den Duden aufgenommen.
Kurbjuweits Novelle Zweier ohne von 2001 ist seit 2011 Pflichtlektüre im Abschlussjahrgang an Realschulen in Baden-Württemberg. Die darin geschilderte Sexszene zwischen Jugendlichen – von der Literaturkritik als „eher zart und sicher nicht pornografisch“ bezeichnet – erregte Kritik, die vorwiegend von christlichen und christlich orientierten Privatschulen vorgetragen wurde. Eine frühere Benennung als Pflichtlektüre wurde aufgrund der Kritik zurückgezogen. Im Schuljahr 2013/14 wurde nach erneuten Protesten und einer Debatte, in der Kurbjuweit die Kritik öffentlich thematisierte, jeder Schule die Wahl zwischen Zweier ohne und Andorra von Max Frisch ermöglicht.
Im Spiegel-Leitartikel vom 5. März 2021 Es reicht, Herr Spahn! plädierte Kurbjuweit im Zusammenhang mit in der Corona-Pandemie aufgetretenen Missständen für einen Rücktritt von Bundesgesundheitsminister Jens Spahn.
Kurbjuweits 2022 erschienener Roman Der Ausflug handelt von Rechtsextremismus in Ostdeutschland. Sein 2004 erschienener Roman Nachbeben wurde für das Lesefest Frankfurt liest ein Buch 2025 ausgewählt.

## Werke

### Romane und Sachbücher
- Die Einsamkeit der Krokodile (Roman). Fischer, Frankfurt am Main 1995, ISBN 978-3-596-22381-7.
- Schussangst (Roman). Fischer, Frankfurt am Main 1998, ISBN 978-3-10-041505-9.
- Zweier ohne (Novelle). Nagel & Kimche, Zürich 2001, ISBN 978-3-312-00289-4.
- Unser effizientes Leben. Die Diktatur der Ökonomie und ihre Folgen (Sachbuch). Rowohlt, Reinbek bei Hamburg 2003, ISBN 978-3-498-03510-5.
- Nachbeben (Roman). Nagel & Kimche, Zürich 2004, ISBN 978-3-312-00346-4.
- mit Cordt Schnibben und Matthias Geyer: Operation Rot-Grün – Geschichte eines politischen Abenteuers (Sachbuch). DVA, München 2005, ISBN 978-3-421-05782-2.
- Nicht die ganze Wahrheit (Roman). Nagel & Kimche, Zürich 2008, ISBN 978-3-312-00410-2.
- Angela Merkel: Die Kanzlerin für alle? (Sachbuch). Hanser, München 2009, ISBN 978-3-446-20743-1.
- Kriegsbraut (Roman). Rowohlt, Berlin 2011, ISBN 978-3-87134-661-3.
- Angst (Roman). Rowohlt, Berlin 2013, ISBN 978-3-87134-729-0.
- Reisen ins Innere der Krisengebiete. Herausgegeben von Meranier-Gymnasium, Lichtenfels 2013 (= Leseheft des Meranier-Gymnasiums Lichtenfels zur Autorenlesung, Heft 24).
- Alternativlos – Merkel, die Deutschen und das Ende der Politik. (Sachbuch). Hanser, München, 2014, ISBN 978-3-446-24620-1.
- Die Freiheit der Emma Herwegh. (Roman). Hanser, München [2017]. ISBN 978-3-446-25464-0.
- Haarmann. Ein Kriminalroman (Roman). Penguin, München 2020, ISBN 978-3-328-60084-8.
- Der Ausflug (Roman). Penguin, München 2022, ISBN 978-3-328-60171-5

### Verfilmungen und Drehbücher
- 2001 Die Einsamkeit der Krokodile (Buch und Regie: Jobst Oetzmann)
- 2002 Schussangst (Buch: Dirk Kurbjuweit und Dito Tsintsadze; Regie: Dito Tsintsadze)
- 2008 2er ohne (Buch und Regie: Jobst Oetzmann)
- 2017 Angst – Der Feind in meinem Haus (Drehbuch: Dirk Kurbjuweit; Regie: Thomas Berger)[17]
- 2021 Das Haus (Drehbuch: Rick Ostermann und Patrick Brunken; Regie: Rick Ostermann)

### Hörspielbearbeitungen
- 2011 Kriegsbraut (Hörspielbearbeitung und Regie: Annette Kurth, Produktion: SWR)
- 2013 Angst (Hörspielbearbeitung und Regie: Walter Adler, Produktion: WDR). Mit Sylvester Groth, Dörte Lyssewski, Mark Oliver Bögel, Bettina Engelhardt, Florian Lukas.[18]